# Миляев, Валерий Александрович
Валерий Александрович Миляев (5 августа 1937, Куйбышев — 16 декабря 2011, Москва) — советский и российский физик, доктор физико-математических наук, профессор, директор Тарусского филиала Института общей физики Российской Академии наук (ИОФ РАН), заведующий Отделом экологических и медицинских приборов ИОФ РАН, главный учёный секретарь Академии ИПРБ. Кроме того, известен как бард, автор песни «Весеннее танго».

## Биография
Родился в городе Куйбышеве (ныне Самара). Вырос и жил в Москве.
В 1955—1961 гг. учился на физическом факультете МГУ. После окончания университета поступил на работу в ФИАН. После защиты кандидатской диссертации (1970) приступил к исследованию неравновесных носителей тока в германии при низких температурах, сотрудничал с Л. В. Келдышем. В 1985 году защитил докторскую диссертацию «Кинетика неравновесных носителей в германии и кремнии», посвящённую вопросам фотопроводимости в указанных элементах. С 1987 года — ведущий научный сотрудник, в 1989 году назначен директором филиала ИОФАН в г. Тарусе, в том же году стал заместителем директора ИОФАН по научной работе. В 1994 году назначен руководителем только что созданного Отдела экологических и медицинских проблем ИОФа. Отдел занимается исследованиями в области лазерной медицинской диагностики, физики живых систем, физики тонкоплёночных структур, радиобиологии.
Стихи и песни писал с 1960 года; один из создателей агитбригады физфака; автор студенческой оперы «Архимед» (совместно с В. Канером) (на премьере присутствовал Нильс Бор, давший высокую оценку спектаклю). В 2003 году выпустил книгу «Ласкающийся ёж», в которую вошли стихи, рассказы, статьи, а также тексты песен и материалы к музыкальным спектаклям, написанные примерно за 40 лет. В последние годы тесно сотрудничал с Детским музыкальным театром «Экспромт» (ныне — Московский музыкальный театр для детей и молодежи «Экспромт» для которого писал песни и либретто.
Песня В. Миляева «Весеннее танго» («Вот идёт по свету человек-чудак…») звучит в проекте «Песни нашего века» как одна из наиболее известных и «народных» бардовских песен. Среди исполнителей песен Миляева — Анна Герман, Сергей и Татьяна Никитины и др.
Скончался 16 декабря 2011 года в Москве, спустя год после внезапной смерти своего младшего сына Александра. Похоронен на Пятницком кладбище Москвы.

## Семья
- Отец — Александр Алексеевич Миляев
- Мать — Валентина Васильева Чинаева[9]
- Жена — Людмила Иванова (1933—2016), советская и российская актриса театра и кино, народная артистка РСФСР, актриса театра «Современник», а также художественный руководитель и главный режиссёр детского музыкального театра «Экспромт».
- Два сына:
  - старший — Иван Валерьевич Миляев (род. 1963), заслуженный художник РФ, художник-постановщик театра «Экспромт», а также — директор московской художественной школы № 3 им. Ватагина и декан художественно-постановочного факультета Гуманитарного института телевидения и радиовещания им. М. А. Литовчина[10][11].
  - младший — Александр (1970—2010), похоронен на Пятницком кладбище[7][12].